# Syd Barrett
Roger Keith "Syd" Barrett, född 6 januari 1946 i Cambridge, Cambridgeshire, död 7 juli 2006 i Cambridge, Cambridgeshire, var en brittisk gitarrist, sångare och låtskrivare. Han var med och bildade bandet Pink Floyd 1965 och var med fram till 1968, då han lämnade gruppen på grund av psykisk ohälsa.

## Biografi

### Barndom
Roger Keith Barrett föddes 1946 i Cambridge som den yngste i en syskonskara av fem. Familjen, en för staden ganska typisk medelklassfamilj, tyckte om litteratur, musik och måleri. Fadern Max sägs ha varit en lätt excentrisk patolog med intresse för akvarellmålning och av att spela i den lokala filharmoniska orkestern. Hans fyra äldre syskon - Alan, Donald, Ruth och Rosemary - sägs ha tyckt mycket om och skämt bort sin lillebror.

### Tidiga influenser
"Syd var väldigt mycket en produkt av engelsk medel- till övre medelklass - så som den kan se ut i en universitets/katedralstad", säger Barry Miles, själv en av de ledande 1960-talsintellektuella. "Mycket väl rotad i engelsk barnfantasy, fesagor, 'Det susar i säven', Nalle Puh och allt sånt...den där typen av städer var mycket engelska och trevliga att växa upp i - och Syd utvecklade allt det där inom sig. Han fick en känsla för kvickhet och brittisk excentricitet. Han var inte underlig men lite vimsigt sprudlande originell."
Lewis Carrolls Alice i Underlandet och Tolkiens böcker gjorde tidiga intryck liksom de typiskt engelska nonsensverserna. Dessa influenser blir tydligt synliga i Syds senare sångtexter där hans, för att vara poptexter, sällsynt levande och fritt forsande verser låter dvärgar, tomtar och mystiska naturväsen tumla runt med fågelskrämmor, bläckfiskar och psykedeliska sagoflickor i en surrealistisk och panteistisk mystiskt färgad natur. Syds texter avslöjar en upphovsman med ett naturligt handlag vad gäller rim, rytm och meter - en potentiell poet. Kanske var redan i barndomen brandväggen mellan fantasi och det vi kallar verklighet en aning genomskinlig. Under tidigt 1950-tal gick han i Morley Memorial Junior School vilket även den två år äldre Roger Waters, sedermera basist och sångare i Pink Floyd, gjorde.

### Tidig ungdom
1957 började Syd Barrett (då fortfarande 'Roger') mellanstadiet i Cambridge High school, kallad 'The County'. Han verkar ha tyckt om att gå där; han var populär och känd som en intelligent om än lättjefull elev. Han var under en period patrulledare i scouterna och tycks därvid ha imponerat på de yngre scouterna. En av dem, Tim Renwick, minns honom som en 'inspirerande och karismatisk person' redan då. Smeknamnet Syd fick han först av dem, efter att en dag ha burit en typisk arbetarkeps istället för scoutmössa och därmed sett ut som en stereotyp "Syd". 
Rock- och inte minst skifflevågen rullade över England under 1957 och en hel generation slängde sig förbehållslöst i den. Musiken väckte en glöd och entusiasm som inte stod väckelserörelsen långt efter. Med i vågen drogs bland andra John Lennon, Paul McCartney, Pete Townshend, Eric Clapton, Roger Waters, David Gilmour och Syd Barrett.
1957 fick Roger Barrett en banjo som han enligt egna ord 'plinkade sig lyckligt fram på ett tag'. 1958 tjatade han till sig sin första gitarr och startade ett 'band' med några kompisar. På akustiska gitarrer tränade de på låtar, till exempel Buddy Hollys 'That'll be the day'. Vad man vet uppträdde de inte offentligt men uppmuntrades av Barretts mamma som lät dem öva i familjen Barretts hem. Roger Waters var en av polarna som kunde titta in och lyssna en stund fast han inte spelade själv.

### Beteende
Såväl Pink Floyds övriga bandmedlemmar som andra vänner och syskon beskrev Barretts gång och övriga rörelsemönster som annorlunda. När han promenerade lade han kroppstyngden på främre delen av foten och liksom studsade fram på varje steg. Han ska också ha varit ganska yvig i sina rörelser och gester. Detta sedan tidig barndom, innan han började missbruka droger. Barrett hade under den tidiga Pink Floyd-tiden ett lockigt hårsvall och såg enligt uppgift mycket bra ut. Han var en charmör och hade inte svårt att få kvinnliga bekanta. Han beskrevs som trevlig och lättpratad, något som förändrades under drogmissbruket, då han blev allt mer svårtillgänglig och oberäknelig. Även klädstilen beskrivs som annorlunda och speciell.

### Pink Floyd
Tillsammans med Roger Waters, Bob Klose, Nick Mason och Richard Wright bildade han bandet Pink Floyd 1965. Bob Klose lämnade bandet tidigt eftersom han inte gillade den psykedeliska stilen bandet dragit på sig. Pink Floyd släppte 1967 sitt första album Piper at the Gates of Dawn, uppkallad efter ett kapitel i boken The Wind in the Willows av Kenneth Grahame (svensk titel: Det susar i säven) som var en av Barretts favoritböcker som barn, och ett par klassiska singlar som Arnold Layne och See Emily Play. På Piper at the Gates of Dawn hade Syd Barrett skrivit alla låtar utom en. Men Barretts drogmissbruk och psykiska problem blev bara värre, vilket bland annat yttrade sig i att han ibland stod som fastfrusen utan att vare sig sjunga eller spela på scen, eller spelade med alla strängar på gitarren medvetet ostämda. På nästa album, A saucerful of secrets 1968, var han bara medverkande på två låtar, varav Jugband Blues var skriven av honom. I början av 1968 hade de övriga medlemmarna fått nog av Barretts oberäknelighet och han var tvungen att lämna bandet och ersattes av David Gilmour. En av Pink Floyds mest kända och omtyckta låtar Shine On You Crazy Diamond på skivan Wish You Were Here från 1975, är en hyllning till Syd Barrett.

### Solokarriär
Han gav med hjälp av sina tidigare kollegor i Pink Floyd ut soloalbumen The Madcap Laughs som kom ut första gången i januari 1970 och Barrett som kom ut i november 1970. Båda dessa skivor fick mycket liten uppmärksamhet när de kom men har med tiden blivit kultförklarade. Efter några misslyckade scenframträdanden, bland annat med ett kortlivat band kallat Stars, drog sig Barrett under andra halvan av 1970-talet helt undan från musikbranschen och bosatte sig hos sin mor Winifred i Cambridge. Han levde isolerat i hennes hus i många år. Efter moderns död 1991 flyttade Barrett till ett eget hus där han levde på royaltyinkomster från sin musik och ägnade sig åt att måla, läsa och titta på tv.
Syd, som åter hade börjat kalla sig Roger Barrett, blev genom sin kreativa talang och frivilliga isolering en av rockhistoriens mest mytomspunna personer. Fans från hela världen reste till Cambridge för att försöka hitta hans hus och knacka på. I en nätintervju fick de dock följande uppmaning från brorsonen Ian Barrett: "Please DON'T! Please leave him in peace to get on with his life happily. I can assure everyone concerned that Roger is happy and content, and he'd be even more so if he didn't have to awkwardly meet fans hanging outside his house and nervously knocking on his door. The whole Floyd time is so long ago that he simply wants to be left alone to get on with his painting and reading." ("Gör det INTE! Var snäll och lämna honom i fred med hans lyckliga liv. Jag kan försäkra alla att Roger är glad och nöjd, och skulle vara det ännu mer om han slapp ansträngda möten med fans som hänger vid hans dörr och nervöst knackar på. Hela epoken med Floyd är så avlägsen att han bara vill förbli ostörd och kunna måla och läsa.") Rent ekonomiskt levde Barrett gott, det strömmade hela tiden in royaltys från inspelningarna med Pink Floyd och han var vid sin död miljonär.

### Mot slutet
Barrett målade mycket, och slöjdade eller snarare snickrade en del. Det finns väldigt lite bevarat av dessa verk, då han omsorgsfullt brände upp sina tavlor sedan de blivit färdiga. Även hans hus var utsatt för många olika projekt, han ändrade ofta på inredningen och handlade tillsammans med sin syster och svåger ofta material i olika byggvaruhus för att förverkliga sina idéer om hur ett hem ska vara inrett. Exempelvis ansåg han att ett rums fyra väggar inte nödvändigtvis skulle ha samma färg, således var huset i sin helhet invändigt "väldigt färgglatt" enligt systern och svågern.
Syd Barrett avled fredagen den 7 juli 2006 i stillhet i sitt hem av cancer i bukspottskörteln (pankreascancer), som kan ha varit en komplikation orsakad av den diabetes han hade under senare delen av sitt liv. 
Barretts sparsamma lösöre såldes efter bouppteckningen på auktion, bland annat en egenhändigt målad herrcykel och en Billy-bokhylla i björkfaner från IKEA. Denna bokhylla var den enda inredningsdetalj från Barretts hem som inte var modifierad på något vis. Cykeln var modern och relativt nyinköpt, det var alltså inte just den cykeln som Barrett hade i tankarna då han komponerade sången "Bike". Pengarna från auktionen skänkte de efterlevande till välgörenhet. Barretts ekonomiska kvarlåtenskap var ganska omfattande med mycket royaltys från tidigare skivor etc.
Under många år arbetade Syd med ett manuskript till en bok om konsthistoria. Manuset finns bevarat men är ännu inte publicerat.
Begravningen ägde rum i Cambridges krematoriums östra kapell tio dagar efter dödsfallet. Det var en tillställning endast för de närmaste släktingarna. Barrett har (ännu?) ingen gravplats (2010). Kyrkogårdsförvaltningen ser gärna att familjen anordnar en sådan, eftersom det vallfärdar många fans till kyrkogården.

## Diskografi

### Pink Floyd
- 1967 – The Piper at the Gates of Dawn
- 1968 – A Saucerful of Secrets

### Solo
- 1970 – The Madcap Laughs
- 1970 – Barrett